# 1462 Zamenhof
Zamenhof (asteróide 1462) é um asteróide da cintura principal com um diâmetro de 25,82 quilómetros, a 2,8050892 UA. Possui uma excentricidade de 0,1095619 e um período orbital de 2 042,25 dias (5,59 anos).
Zamenhof tem uma velocidade orbital média de 16,78113278 km/s e uma inclinação de 0,96929º.
Esse asteróide foi descoberto em 6 de Fevereiro de 1938 por Yrjö Väisälä.